# Grosne (folyó)
A Grosne folyó Franciaország keleti részén, Auvergne-Rhône-Alpes régió Rhône megyéjében, majd nagyrészt Burgundia-Franche-Comté régió Saône-et-Loire megyéjében. A Saône jobb oldali mellékfolyója.

## Ismertetése
Rhône megye Saint-Bonnet-des-Bruyères községénél ered, észak-északkelet felé folyik, majd Chalon-sur-Saône várostól délre, Marnay községnél ömlik a Saône-ba. Hossza: 97 km. Partján terül el a 10. században alapított apátságáról híres város, Cluny. 
Vízgyűjtő területének kiterjedése kb. 1200 km². Felső folyásán a magasabb hegycsúcsok elérik a 850 m-t, a vízgyűjtő terület legmagasabb pontja a Mont Saint-Rigaud-hegy (1009 m). A folyón lefelé a domborzat tengerszint feletti magassága gyorsan csökken, Cluny-nál már csak kb. 240 m, a torkolatnál pedig, a Saône menti lapos síkságon 172 m.
Leghosszabb mellékfolyója a Guye (47 km).